# Pollimyrus castelnaui
Pollimyrus castelnaui es una especie de pez elefante eléctrico en la familia Mormyridae presente en varias cuencas hidrográficas de África, entre ellas los ríos Zambezi y Okavango. Es nativa de Angola, Botsuana, Malaui, Mozambique, Namibia, Tanzania, Zambia, Zimbabue y la República democrática del Congo; puede alcanzar un tamaño aproximado de 70 cm.
Respecto al estado de conservación, se puede indicar que de acuerdo a la IUCN, esta especie puede catalogarse en la categoría «Menos preocupante (LC)».